# Nuoto ai Giochi della X Olimpiade - 100 metri stile libero maschili
La competizione 100 metri stile libero maschili di nuoto dei Giochi della X Olimpiade si è svolta nei giorni 6 e 7 agosto 1932 al Los Angeles Swimming Stadium.

## Risultati

### Primo turno
Si svolse il 6 agosto. I primi due di ogni serie più il miglior tempo degli esclusi furono ammessi alle semifinali.
| Pos. | Atleta          | Nazione       | Tempo  |
| ---- | --------------- | ------------- | ------ |
| 1    | Manuella Kalili | Stati Uniti   | 59"6   |
| 2    | István Bárány   | Ungheria      | 1'00"4 |
| 3    | Munroe Bourne   | Canada        | 1'01"1 |
| 4    | Reg Sutton      | Gran Bretagna | 1'02"9 |
| 5    | Leopoldo Tahier | Argentina     | 1'05"3 |
| 6    | Manoel Villar   | Brasile       | 1'08"4 |

| Pos. | Atleta                  | Nazione       | Tempo  |
| ---- | ----------------------- | ------------- | ------ |
| 1    | Walter Spence           | Canada        | 59"3   |
| 2    | Albert Schwartz         | Stati Uniti   | 59"6   |
| 3    | Tatsugo Kawaishi        | Giappone      | 59"8   |
| 4    | András Wanié            | Ungheria      | 1'02"8 |
| 5    | Mostyn Ffrench-Williams | Gran Bretagna | 1'05"9 |

| Pos. | Atleta            | Nazione       | Tempo  |
| ---- | ----------------- | ------------- | ------ |
| 1    | Zenjiro Takahashi | Giappone      | 59.5   |
| 2    | Raymond Thompson  | Stati Uniti   | 1:02.0 |
| 3    | Alfredo Rocca     | Argentina     | 1:04.2 |
| 4    | Joseph Whiteside  | Gran Bretagna | 1:04.7 |
| 5    | Eskil Lundahl     | Svezia        | 1:06.2 |
| 6    | João Pereira      | Brasile       | 1:08.2 |

| Pos. | Atleta          | Nazione   | Tempo  |
| ---- | --------------- | --------- | ------ |
| 1    | Yasuji Miyazaki | Giappone  | 58"7   |
| 2    | András Székely  | Ungheria  | 1'01"5 |
| 3    | Abdurahman Ali  | Filippine | 1'02"2 |
| 4    | Noel Ryan       | Australia | 1'02"9 |
| 5    | Robert Halloran | Canada    | 1'06"9 |

### Semifinale
Si svolsero il 6 agosto. I primi tre di ogni serie ammessi alla finale.
| Pos. | Atleta           | Nazione     | Tempo  |
| ---- | ---------------- | ----------- | ------ |
| 1    | Yasuji Miyazaki  | Giappone    | 58"0   |
| 2    | Raymond Thompson | Stati Uniti | 59"3   |
| 3    | Manuella Kalili  | Stati Uniti | 59"3   |
| 4    | István Bárány    | Ungheria    | 59"4   |
| 5    | András Székely   | Ungheria    | 1'01"4 |

| Pos. | Atleta            | Nazione     | Tempo |
| ---- | ----------------- | ----------- | ----- |
| 1    | Tatsugo Kawaishi  | Giappone    | 59"0  |
| 2    | Albert Schwartz   | Stati Uniti | 59"2  |
| 3    | Zenjiro Takahashi | Giappone    | 59"5  |
| 4    | Walter Spence     | Canada      | 59"6  |

### Finale
Si svolse il 7 agosto.
| Pos.    | Atleta            | Nazione     | Tempo |
| ------- | ----------------- | ----------- | ----- |
| Oro     | Yasuji Miyazaki   | Giappone    | 58"2  |
| Argento | Tatsugo Kawaishi  | Giappone    | 58"6  |
| Bronzo  | Albert Schwartz   | Stati Uniti | 58"8  |
| 4       | Manuella Kalili   | Stati Uniti | 59"2  |
| 5       | Zenjiro Takahashi | Giappone    | 59"2  |
| 6       | Raymond Thompson  | Stati Uniti | 59"5  |